# Zygmunt Harland

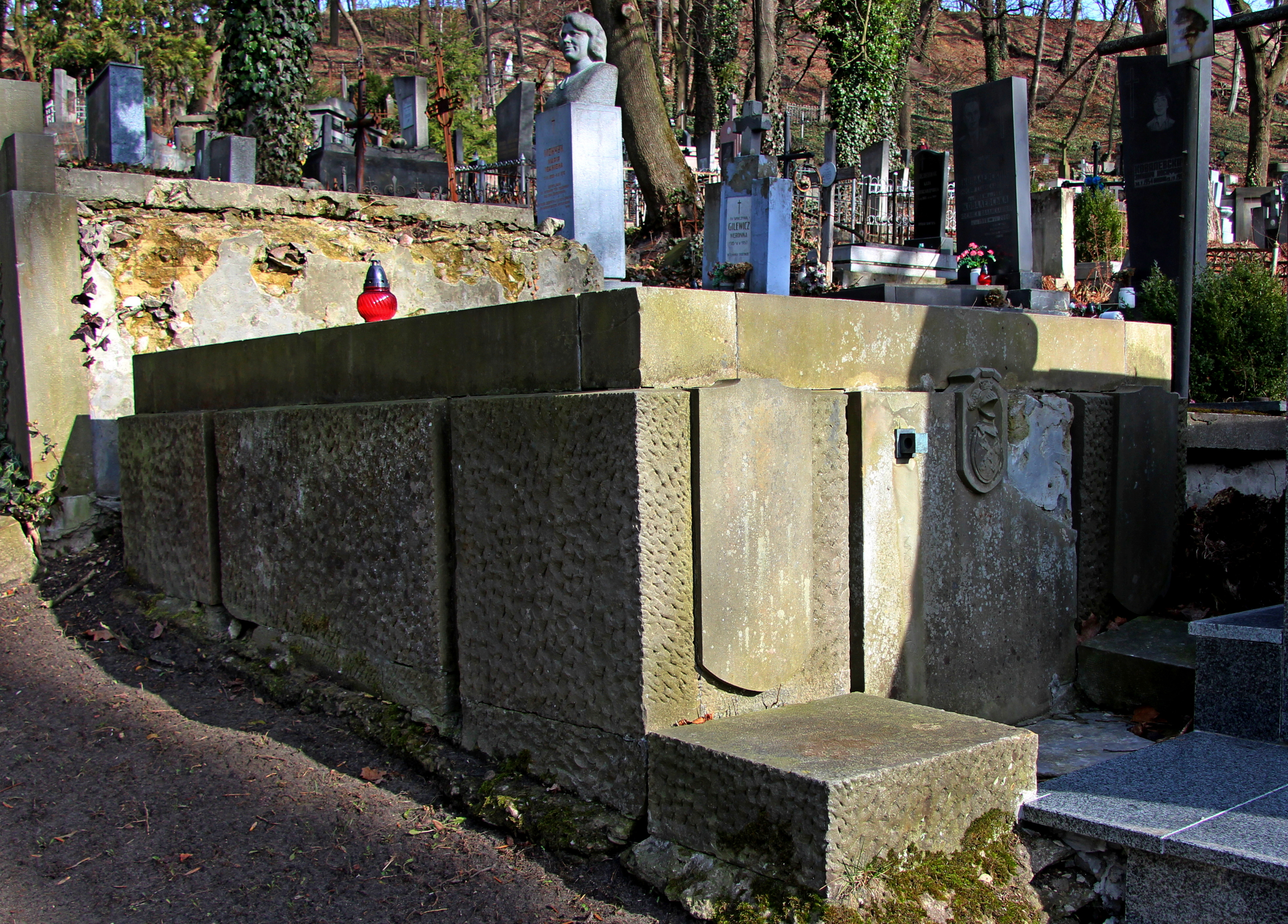
Grób Z. Harlanda i jego rodziny na cmentarzu Łyczakowskim

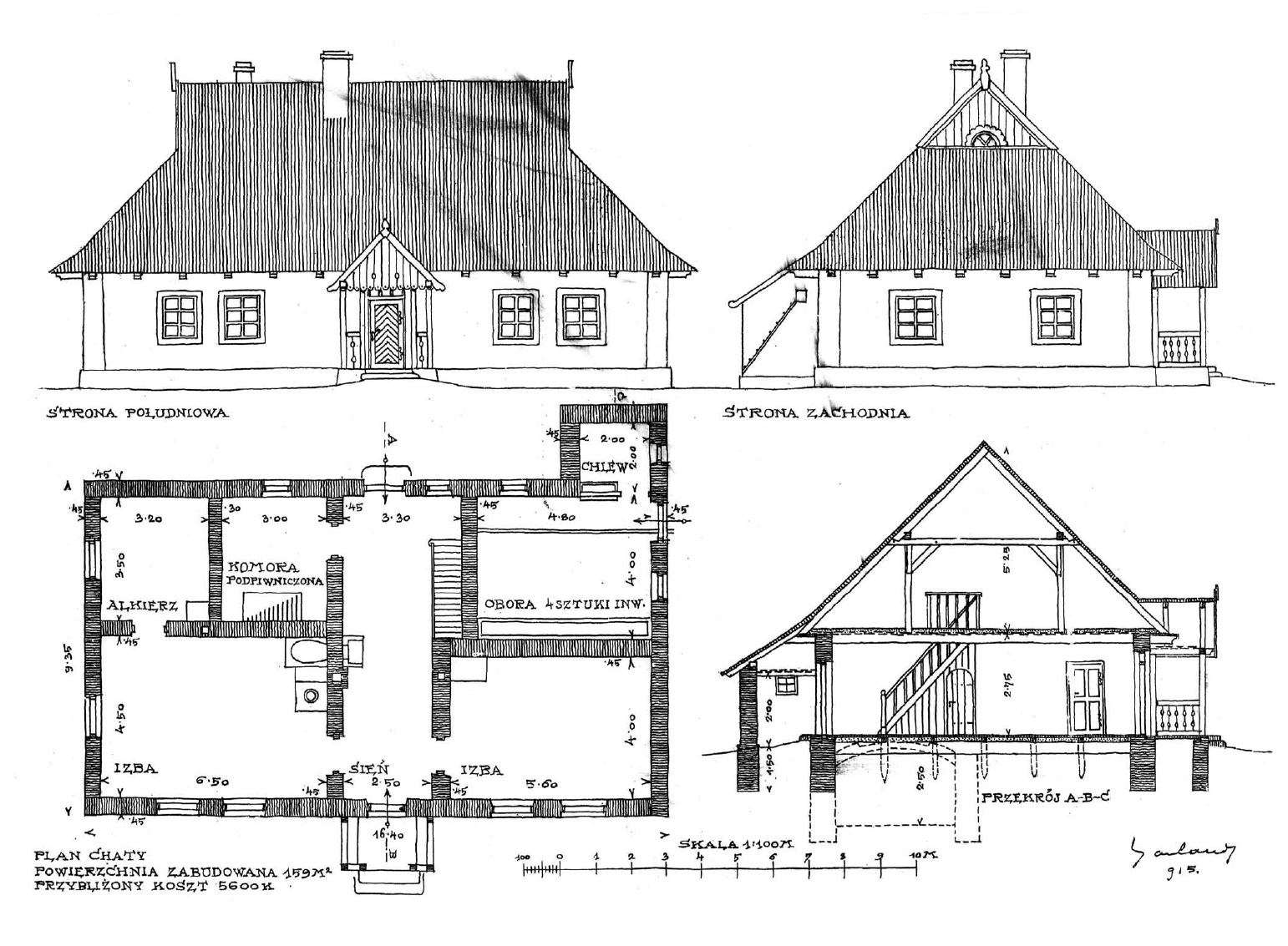
Projekt chaty wiejskiej autorstwa Z. Harlanda. 1915 r.

Zygmunt Harland (ur. 30 kwietnia 1881 we Włocławku, zm. 10 października 1942 we Lwowie) – polski architekt i malarz, wykładowca.
Egzamin maturalny zdał w Sosnowcu, po czym podjął studia, najpierw w Petersburgu, a gdy po pół roku został stamtąd relegowany ze względu na zaangażowanie polityczne, przeniósł się na architekturę na politechnikę w Dreźnie, zostając jej absolwentem. W czasie pobytu w Niemczech uczył się dodatkowo malarstwa u Antona Ažbego w Monachium. Po studiach pracował w zawodzie architekta w różnych miastach Galicji, a w 1920 osiadł na stałe we Lwowie. Oprócz tworzenia projektów architektonicznych zajął się tam dydaktyką - wykładał w Państwowej Szkole Przemysłowej, w tym w latach 30 XX w. kierował Instytutem Sztuk Pięknych tej uczelni, prowadząc w instytucie zajęcia z malowania i kostiumologii. W okresie lwowskim aktywnie działał w miejscowych organizacjach artystów plastyków, ponadto od 1922 do 1932 wchodził w skład redakcji miesięcznika Architekt. 
Był dwukrotnie żonaty - z malarką Anną Harland-Zajączkowską i z Heleną z d. Abl, z którą ożenił się w 1930. 
Pochowany na cmentarzu Łyczakowskim.
Harland uprawiał różne dziedziny sztuki. Zaprojektował m.in. nowy kościół i jego wystrój wewnętrzny w Haczowie, zbudowany w latach 30. XX w., wnętrze akademika nr 2 Politechniki Lwowskiej (zrealizowany w 1928). Tworzył też projekty przedmiotów sztuki użytkowej (w tym mebli, ceramiki), witraży, mozaik, plakatów i grafiki dla książek oraz czasopism. Tworzył w stylu art déco, a potem konstruktywizmu oraz neoklasycyzmu. Ponadto jest autorem obrazów olejnych i akwarel oraz rzeźb. Zajmował się także restauracją dawnych obrazów i ikon. 
W roku 1922 dwa projekty grobowców autorstwa Harlanda zostały nagrodzone: grobowca Stefana Bastyra i Polaków zabitych w Złoczowie.  